# Pat Murphy (scrittrice)
Patrice Ann Murphy, nota come Pat Murphy (Spokane, 9 marzo 1955), è una scrittrice statunitense di romanzi fantasy e di fantascienza.

## Biografia
Nata a Spokane, Washington, nel 1955 si è laureata all'Università della California, Santa Cruz, nel 1976.
Cofondatrice del Premio James Tiptree Jr. assieme alla scrittrice Karen Joy Fowler, è autrice di numerosi romanzi di fantascienza e fantasy premiati con i maggiori riconoscimenti del settore tra i quali spiccano il Premio Nebula per il miglior romanzo nel 1987 per The Falling Woman e il Premio Philip K. Dick nel 1990 per Points of Departure.

## Opere

### Romanzi
- The Shadow Hunter (1982)
- The Falling Woman (1986)
- La città, poco tempo dopo (The City, Not Long After) (1989), Milano, Sperling & Kupfer, 1993 traduzione di Annamaria Biavasco e Valentina Guani ISBN 88-200-1397-5
- Nadya: The Wolf Chronicles (1996)
- There and Back Again (1999)
- Wild Angel (2001)
- Adventures in Time and Space with Max Merriwell (2002)
- The Wild Girls (2007)

### Racconti
- Points of Departure (1990)
- Women Up to No Good (2013)

### Miscellanea
- Tuna and billfish: fish without a country con James Joseph e Witold Klawe (1979)
- Imaginary Friends (1996)
- Before and After (1997)
- Explorabook: A Kid's Science Museum in a Book con John Cassidy e Paul Doherty (1991)
- Bending Light: An Exploratorium Toolbook (1993)
- By Nature's Design (1993)
- The Science Explorer con Ellen Klages e Linda Shore (1996)
- The Color of Nature con Paul Doherty (1996)
- Tanti esperimenti: esplorazioni di scienza da fare dove e quando vuoi! (The Science Explorer Out and About) con Ellen Klages e Linda Shore (1997), Trieste, Editoriale Scienza, 2006 ISBN 88-7307-159-7
- Zap Science: A Scientific Playground in a Book con John Cassidy e Paul Doherty (1997)
- Playing with fire con Paul Doherty (2000)
- Exploratopia (2006)